# Karry Dolphin
Le Karry Dolphin est un modèle de fourgon électrique conçu et produit par le constructeur automobile chinois Karry depuis 2019.
Le Karry Dolphin EV a été lancé au Vanke International Convention Center à Qianhai, Shenzhen, le 19 septembre 2019, c'est un fourgon entièrement électrique spécialement conçu pour les besoins de la logistique urbaine et de la distribution.

## Caractéristiques
Le Karry Dolphin EV a été construit sur un châssis avec un moteur électrique synchrone à aimants permanents positionnés sur l'essieu arrière, dont la puissance atteint 82 ch (60 kW) et 230 N m de couple, une batterie plate de 44,5 kWh au lithium fer phosphate est située juste sous le plancher. Le Dolphin EV est capable de parcourir 271 km avec une seule charge. La configuration du groupe motopropulseur du Dolphin EV est une propulsion arrière, avec une suspension avant indépendante de type MacPherson et des ressorts à lames dépendants à l'arrière.

## Galerie

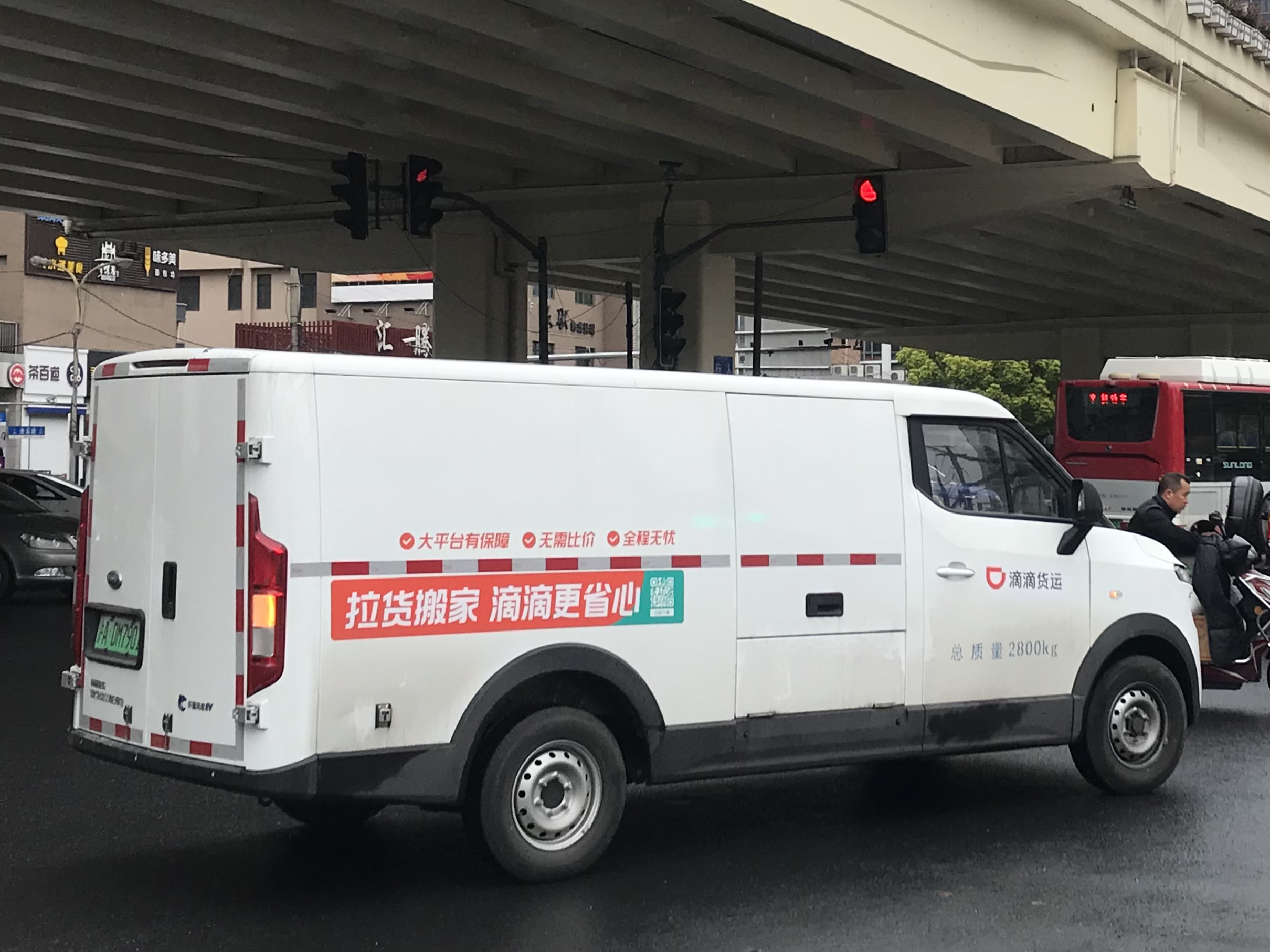
Karry Dolphin EV vue arrière
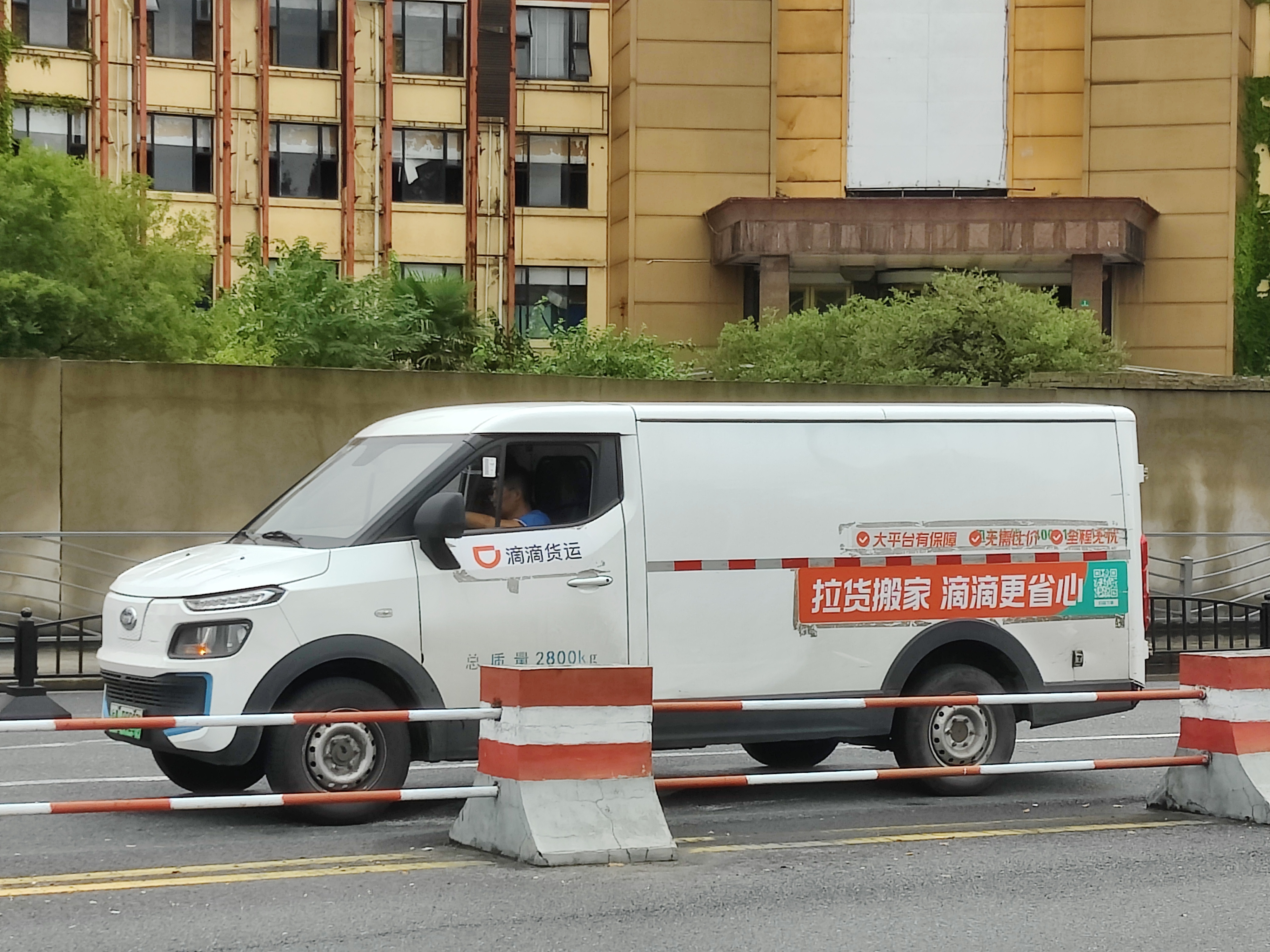
Karry Dolphin EV vue de profil